# Skybrud (film)
|  | Denne artikel er oprettet af botten Steenthbot ud fra en ekstern database. Den kan derfor have sproglige fejl eller mangler. Denne skabelon kan fjernes efter kontrol af indholdet. |

Skybrud er en dansk kortfilm fra 2014 instrueret af Signe Søby Bech.

## Handling
En mystisk gæst tilbyder en mor og en datter en sidste chance for at finde hinanden. I et magisk rum mellem liv og død har kvinderne deres sidste samtale. Spørgsmålet er, om de er modige nok til at få sagt alt, hvad de har på hjerte?

## Medvirkende
- Lærke Winther, Anne
- Karen-Lise Mynster, Ulla
- Elliott Crosset Hove, Engel